# Patricia Blanquer
Patricia Blanquer Alcaraz (Alcoy, 12 de mayo de 1973) es una economista y política socialista española, diputada al Congreso en las legislaturas X, XI y XII.

## Biografía
Licenciada en Ciencias Económicas y Empresariales por la Universidad de Alicante y máster en Auditoría y Gestión Empresarial, hasta 2012 fue profesora asociada en el Departamento de Estadística e Investigación Operativa Aplicada y de Calidad (especialidad en econometría) de la Universidad Politécnica de Valencia.
Miembro del Partido Socialista del País Valenciano (PSPV-PSOE), en las elecciones municipales de 2007 fue cabeza de lista de dicha formación y candidata a la alcaldía de su ciudad natal. Fue elegida concejal y permaneció como portavoz de su grupo y concejal de Educación y Tercera Edad hasta finales de 2011. Formó parte de la candidatura del PSOE por la circunscripción electoral de Alicante en las elecciones generales de 2011 y, aunque no fue elegida, en 2012 sustituyó en su escaño en el Congreso a Leire Pajín. En las dos siguientes convocatoria electorales —2015 y 2016—, ha repetido escaño también por la circunscripción de Alicante. Como diputada, ha sido portavoz de la Comisión de Industria, Energía y Turismo del Congreso.